# Мисядло
Мисядло (пол. Mysiadło) — село в Польщі, у гміні Лешноволя Пясечинського повіту Мазовецького воєводства.
Населення — 3610 осіб (2011).
У 1975-1998 роках село належало до Варшавського воєводства.

## Демографія
Демографічна структура станом на 31 березня 2011 року:
|          | Загалом | Допрацездатний вік | Працездатний вік | Постпрацездатний вік |
| -------- | ------- | ------------------ | ---------------- | -------------------- |
| Чоловіки | 1738    | 472                | 1186             | 80                   |
| Жінки    | 1872    | 414                | 1260             | 198                  |
| Разом    | 3610    | 886                | 2446             | 278                  |